# Chiusa Sclafani
Chiusa Sclafani (sicilià Chiusa) és un municipi italià, dins de la ciutat metropolitana de Palerm. L'any 2007 tenia 3.293 habitants. Limita amb els municipis de Bisacquino, Burgio (AG), Caltabellotta (AG), Corleone, Giuliana i Palazzo Adriano.

## Administració
| Període | Identitat            | Partit      |
| ------- | -------------------- | ----------- |
| 2006-   | Francesco Di Giorgio | Centredreta |

## Agermanaments
- Chiclana de Segura (Andalusia)